# 風間やんわり
風間 やんわり（かざま やんわり、本名非公開、1977年6月13日 - 2013年10月22日）は、日本の漫画家。東京都板橋区赤塚出身。板橋区立下赤塚小学校、板橋区立赤塚第三中学校、東京都立北野高等学校卒業。漫画家・すぎむらしんいちは義兄（姉がすぎむらの妻）。

## 人物
高校在学中にプロデビュー。高校時代は平気で友達と一緒に学校をサボり、単位がギリギリだったり18歳未満でパチンコをしたりするなど荒れた学生時代を歩んでいた。『週刊ヤングマガジン』や『FRIDAY』などで4コマギャグ漫画を連載。他にもフジテレビ系ニュース番組『ニュースJAPAN』で政治風刺4コマを描いていた。ラフで頬が膨れている独特な個性のある絵柄や不条理な展開で、特有の世界観を作り出している。
4コマ漫画以外にも連載をしていた作品はあるが、長続きしなかった。作中で本人を模したキャラクターが打ち切りやネタ切れを理由に連載を終了する旨を発言して、本当に連載終了となったことがある。
男性であるが、作中で描かれる小太りな作者像（ベレー帽を被り、上はランニングシャツ、下はジャージのズボン）とは異なり、かなり中性的な顔立ちをしており、単行本企画でフランスに行った際に現地人に女性と間違えられた、などのエピソードがある。
かなりの酒好きで、生前から吐血して倒れるなどの症状を繰り返していた。2013年10月22日に肝機能障害のため急逝した。36歳没。公表時には、葬儀・告別式が既に近親者によって済まされていたという。同年11月11日発売の『週刊ヤングマガジン』第50号掲載分の「食べれません」が絶筆となる。
『風間亭やんわり』などで、落語に傾倒していて、一時は落語家として入門することも考えていたが、下積みが務まらないと思い挫折したと語っている。交流のあった立川志らくは葬儀で「彼は立川談志の落語が好きな人でした。ですので今頃天国で好きな談志の落語を聞いているんじゃないでしょうか」と述べている。
仲がいい漫画家に村田ひろゆきがおり、麻雀、酒、ギャンブルなどの遊び仲間であった。
結婚と離婚の経験がある。

## 作品リスト
漫画
- 食べれません（『週刊ヤングマガジン』連載。通称『板橋区赤塚系ギャグ』、1995年5月 - 2013年11月、全14巻）※デビュー作
- 腹くだしダンデー（『ヤングマガジンアッパーズ』連載、1998年創刊号 - 1999年9号）
- たもっさんの時間（『ヤングマガジンアッパーズ』、1999年10号 - 2004年21号、同誌休刊に伴い打ち切り、全5巻）
  - たもっさん（上記作品を改題して『ヤングキング』にて連載再開、2008年6号 - 2010年1号）
- あつし渡辺の探訪びより（『イブニング』連載、2001年9月号 - 2003年4月号、全1巻）※テレビ朝日『渡辺篤史の建もの探訪』をパロディにした作品。渡辺篤史の公認を得ている。
- ポチ極道（『イブニング』連載、2003年5号 - 2006年12号、全3巻）
- やんわり大陸（『イブニング』連載、2006年14号）
- 描き逃げやんわり（『イブニング』連載、2006年15号 - 2007年16号）
- 風間亭やんわり（『コミックバンチ』連載、2008年21・22合併号 - 2010年12号）
- やんわり社会派宣言（『FRIDAY』連載、2006年9月22日 - 不明）
- 綾小路茂吉と世直し少年探偵団（『TOKYO★1週間』連載、2009年8月 - 不明）
- 使えません（『BestGear』連載、不明 - 2013年2月号）

その他
- ピロロン学園（日本テレビ、キャラクターデザイン）